# Cartuja de Aggsbach

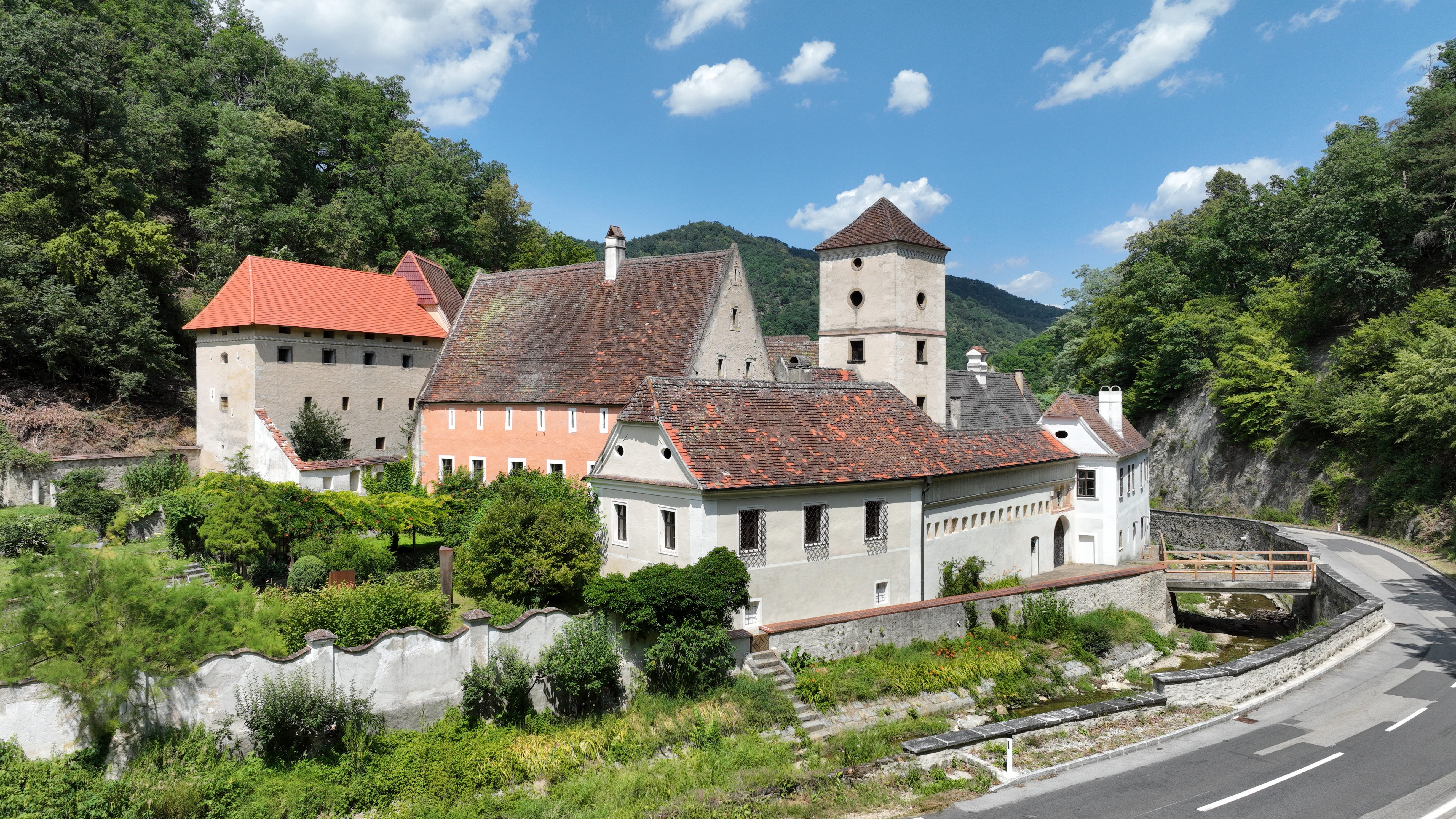
Cartuja de Aggsbach

La cartuja de Aggsbach fue el antiguo monasterio cartujo de Aggsbach Dorf, en Schönbühel-Aggsbach, Baja Austria.
El monasterio se fundó en 1380 por Heidenreich von Maissau. Fue disuelto en 1782, afectado por las reformas del emperador  José II de Austria. La propìedad fue usada en su mayor parte para castillo, excepto una parte para granja del párroco. Las celdas de los monjes (eremitorios) y el claustro fueron demolidos. 
La Iglesia de la cartuja permaneció como parroquia y se añadió la torre. 

## Galería

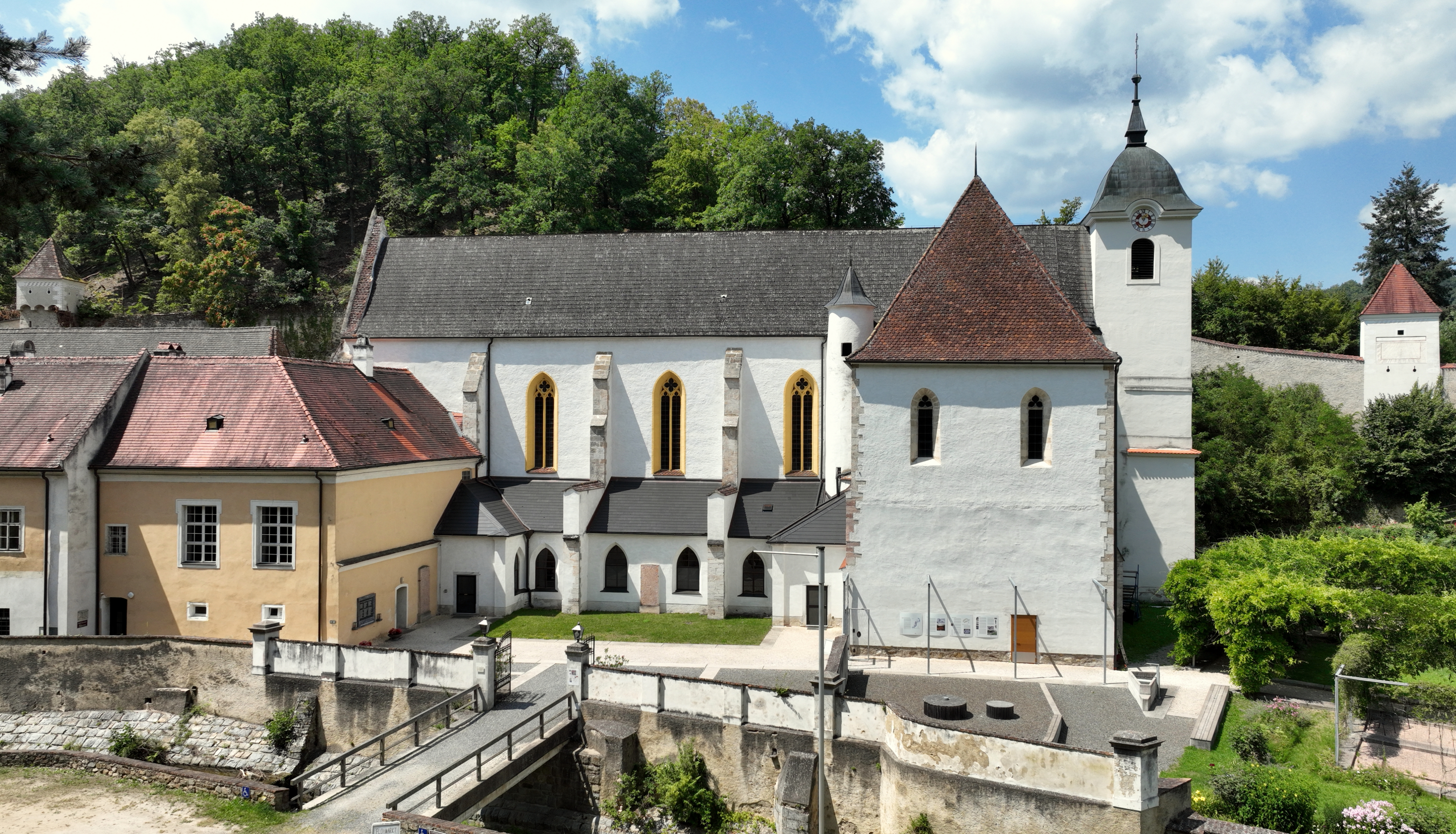
La que fue Iglesia de la cartuja
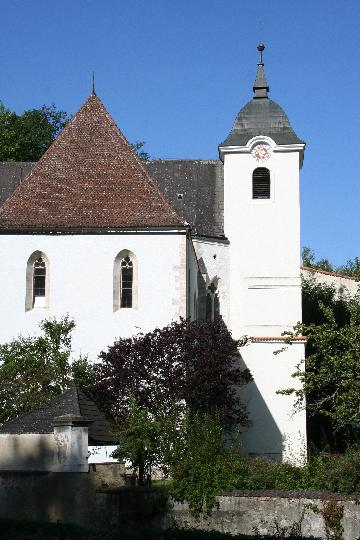
Iglesia de Aggsbach Dorf
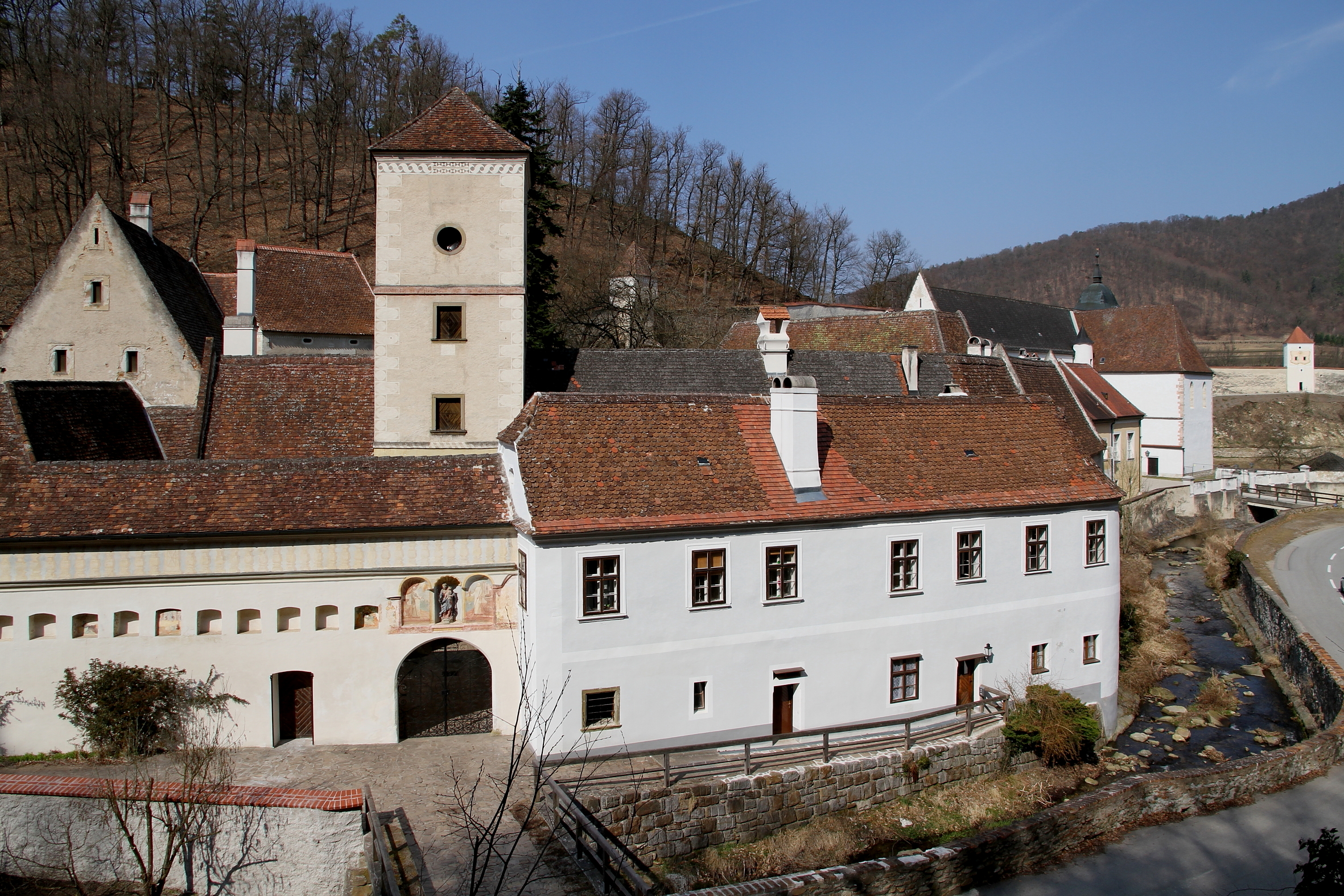
La antigua cartuja en 2012
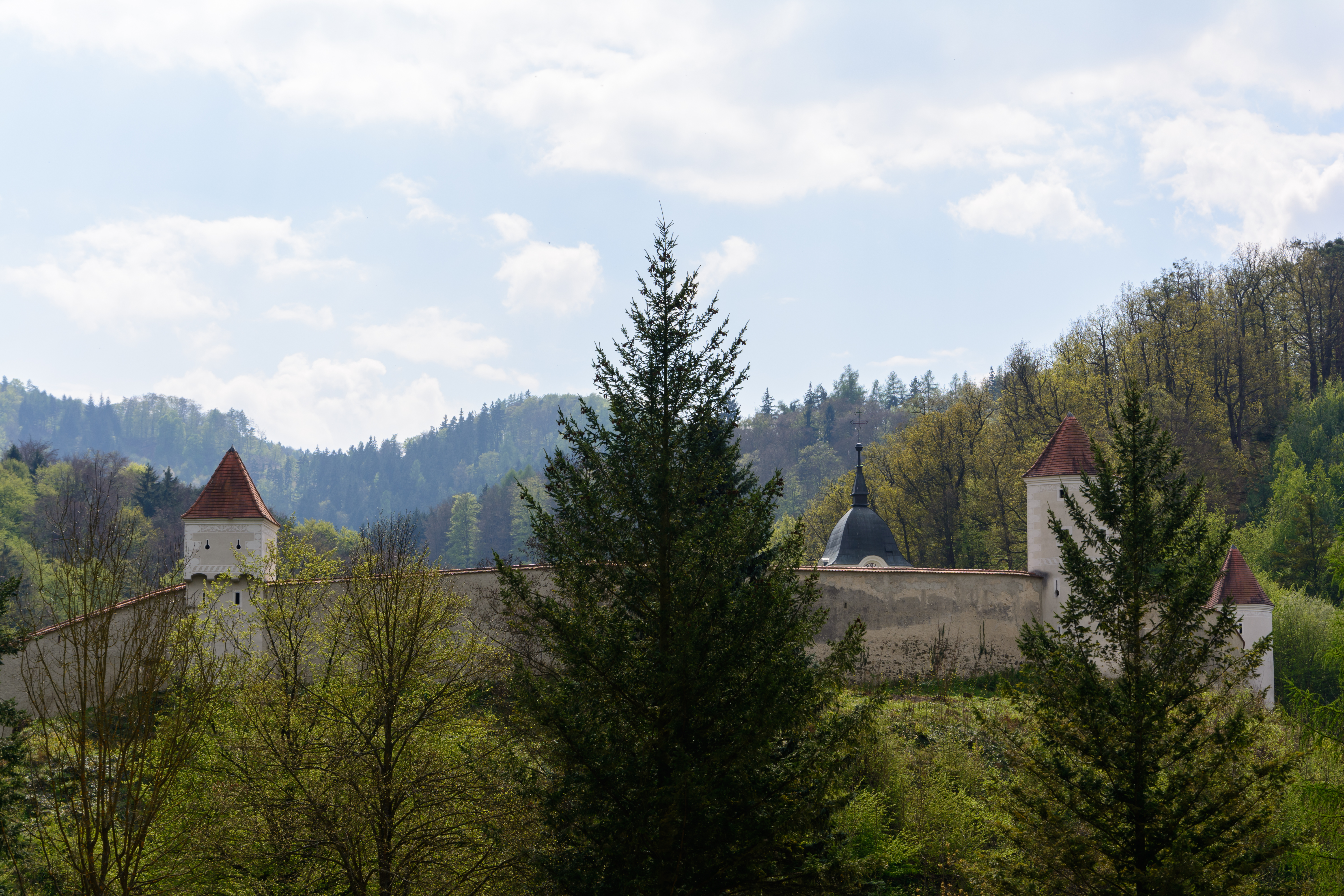
Vista desde el este